# 플로아게
플로아게(Ploaghe, 사르데냐어: Piàghe)는 이탈리아 사르데냐 지역 사사리도에 있는 코무네로, 칼리아리에서 북쪽으로 약 160 킬로미터 (99 mi) 떨어져 있고, 사사리 (사르데냐)에서 남동쪽으로 약 21 킬로미터 (13 mi) 떨어져 있다.

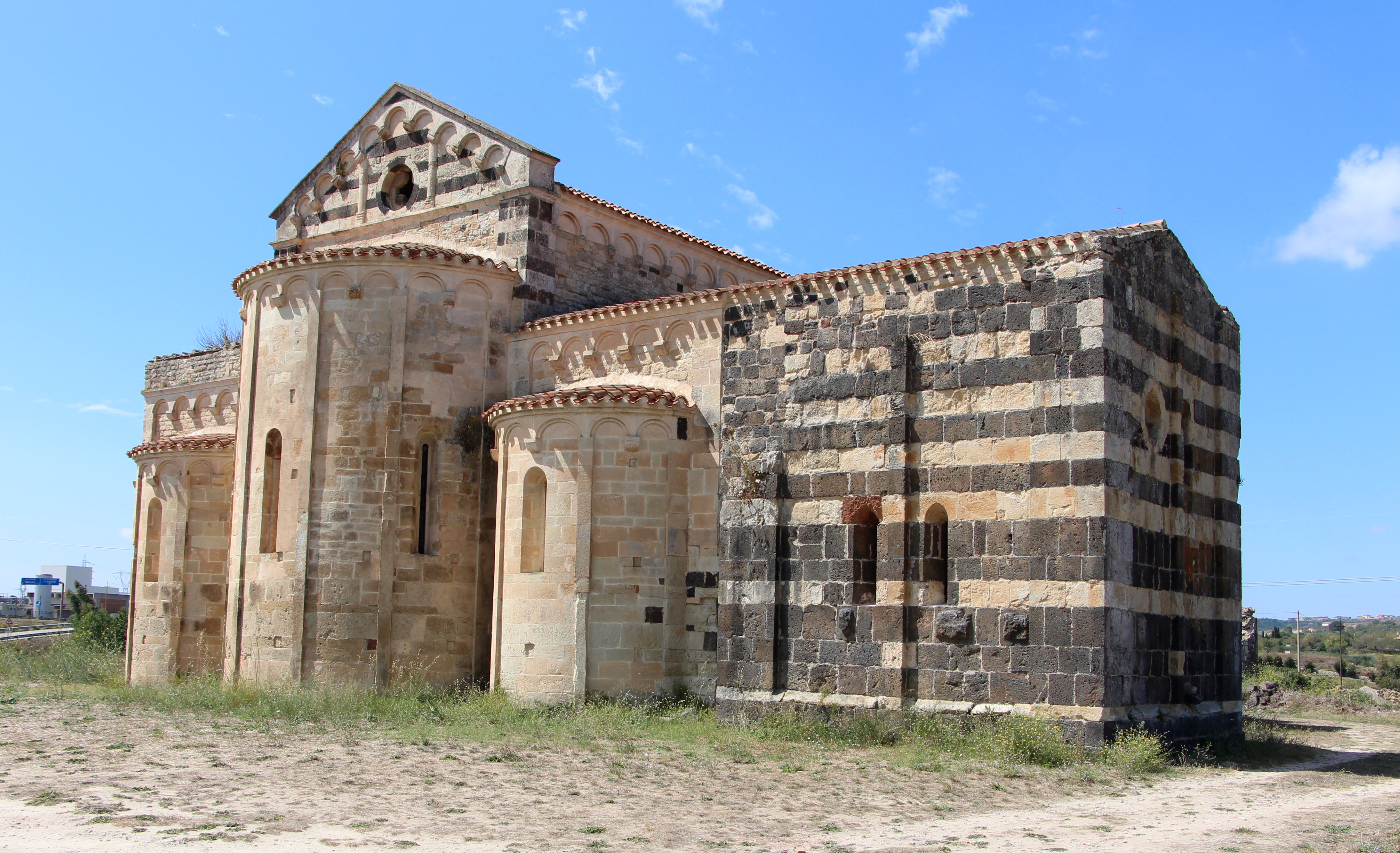
산 미켈레 수도원.

플로아게는 다음 지자체와 접해 있다: 아르다라, 키아라몬티, 코드롱지아노스, 눌비, 오실로, 실리고.

## 주목할 만한 인물
- 안드레아 아루 (2007년 출생), 배우
- 조반니 스파노 (1803-1878), 고고학자, 언어학자, 정치인.[3]